# 45 RPM

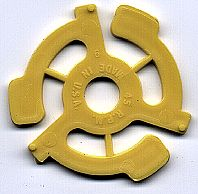
Adaptador para sencillos de 45 RPM a platos giradiscos de 33 RPM, comercializados por RCA Victor.

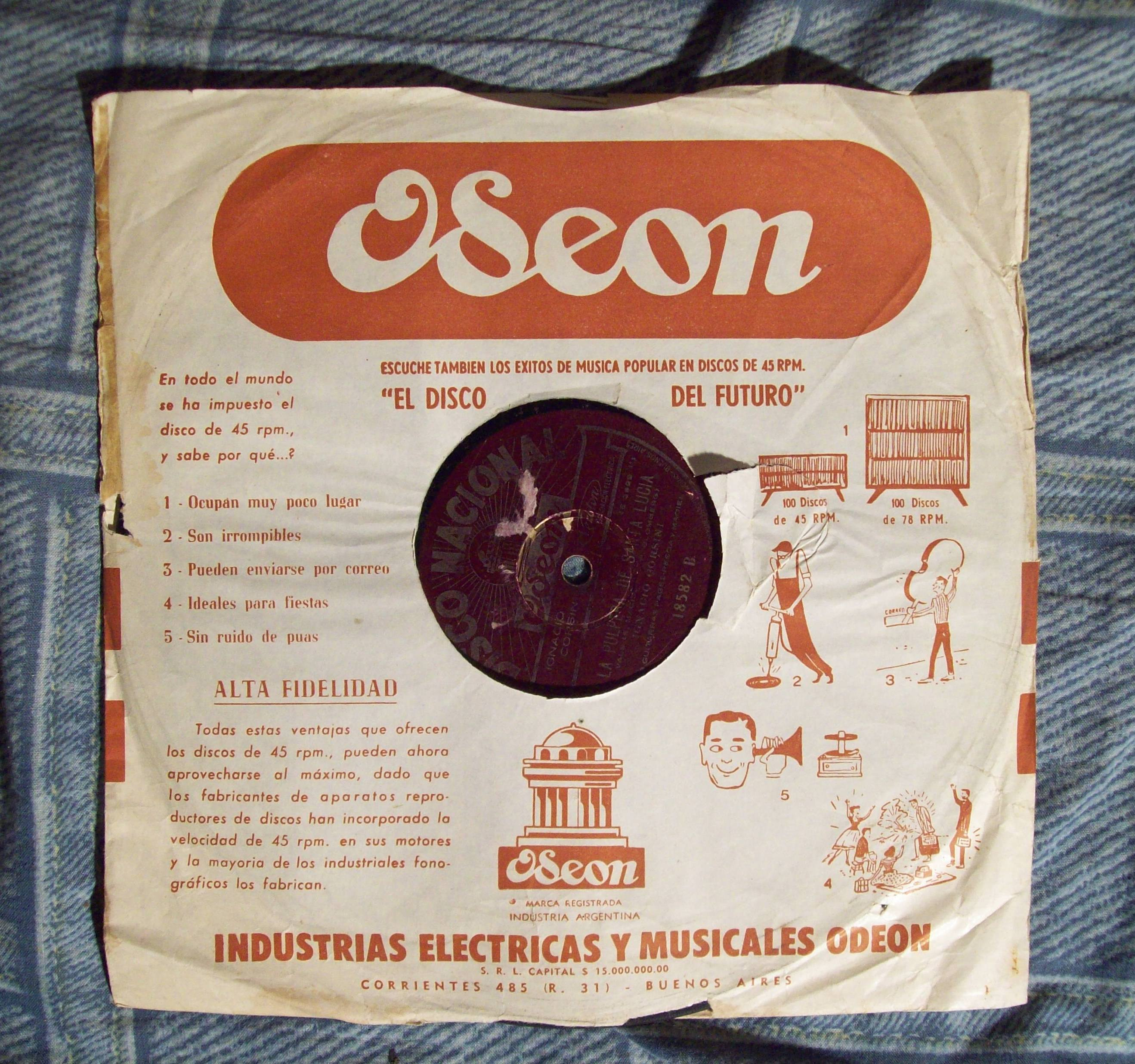
Disco de pasta de 78 RPM en sobre de papel con publicidades del nuevo formato de 45 RPM.

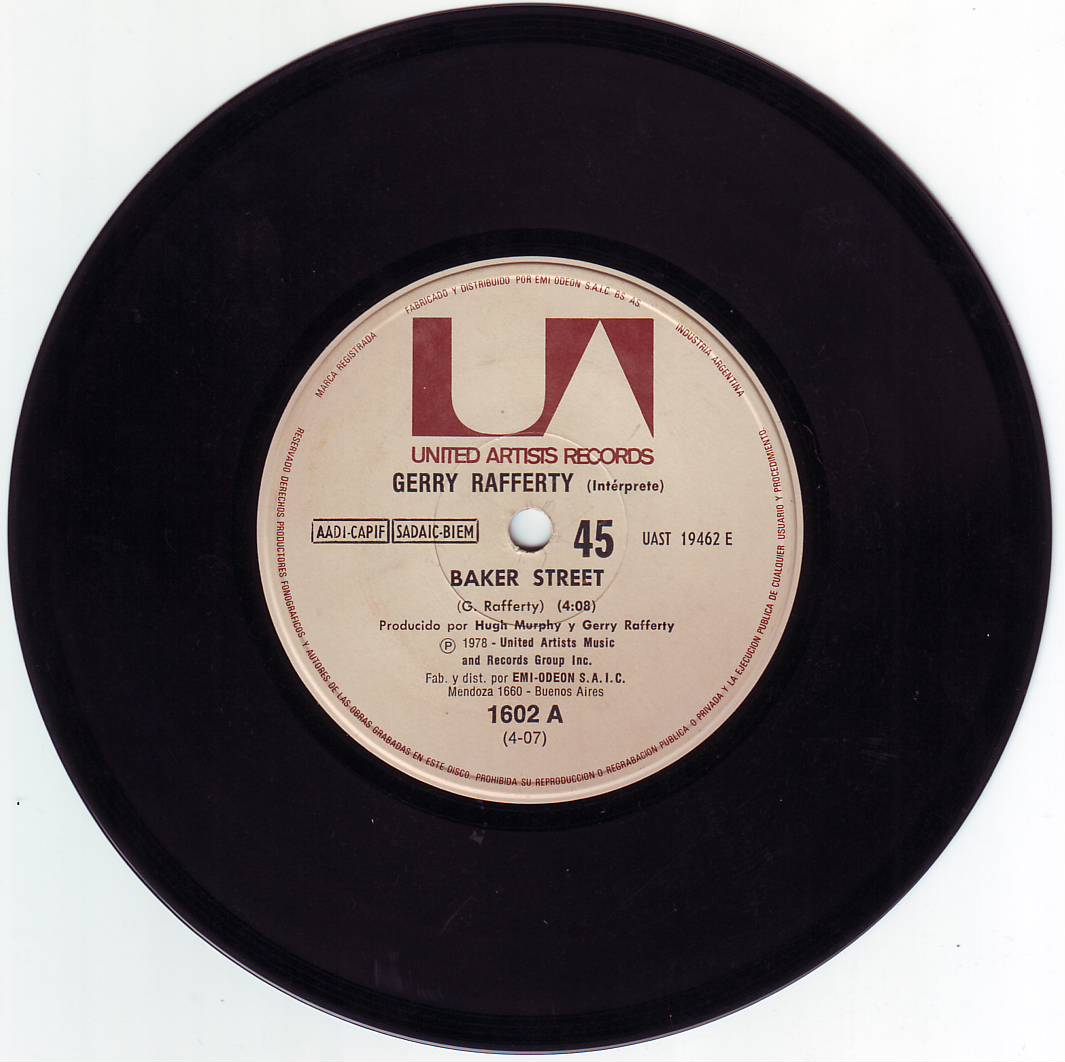
Sencillo de 45 RPM de 1978, discográfica United Artists Records, con agujero normal.

45 RPM (45 revoluciones por minuto) es un acrónimo de las grabaciones en discos. Se utiliza como denominación para un formato de grabación musical. En un principio los sencillos de siete pulgadas se grababan en esta velocidad, pero más tarde  adoptaron también la de 33 RPM. Los maxi sencillos son como un sencillo, también emplean 45 RPM, pero en formato de doce pulgadas. Generalmente un sencillo trae una canción por cara, y un maxisencillo dos canciones por cara como máximo.
En la actualidad las discográficas siguen editando discos tanto como en 33 RPM como en esta velocidad, aunque la 33 RPM es la más usada.

## Historia
Tanto el disco microsurco de 33 RPM como los discos a 45 RPM son hechos de plástico de vinilo, que es flexible e irrompible en el empleo normal. Sin embargo, las grabaciones de vinilo son más propensas a rayarse. Comenzando en 1939, el Doctor Peter Goldmark y su personal en Columbia Records se pusieron a trabajar en los problemas de la grabación y creando maneras para hacer que los surcos del disco sean más pequeños y estén a una distancia más juntos para así poder lograr más duración en una grabación. Posteriormente se produjeron por algunas compañías en menor número discos con agujero normal tanto de 7" como de 12".
El 31 de marzo de 1949, RCA Victor comenzó a vender los primeros sencillos con una velocidad distinta, a 45 RPM, y en discos de 7" de diámetro además con un agujero en el centro más grande, para que puedan ser reproducidos en los nuevos sistemas del momento, las "rockolas" o Jukebox.  El 4 de abril del citado año Capitol Records comenzó a publicar sus primeras grabaciones en 45 RPM.
Las primeras grabaciones de 45 RPM fueron hechas en discos de vinilo, no como las de 78 RPM que al principio se grababan en discos de acetato, de goma laca.
Los sencillos de 45 RPM tuvieron su gran auge con el surgimiento del rock and roll, los sencillos a 45 RPM superaron en ventas a los de 78 RPM a principios de 1958. Este formato fue el principal cuando apareció la invasión británica con The Beatles, lo que marco su "época de oro", debido a la venta masiva de estos sencillos. En las década posteriores la venta de todo tipo de discos aumentó considerablemente, pero fue a finales de la década de 1960 cuando las ventas de sencillos decayeron, en esta época en el Reino Unido las ventas de LP superaban a los sencillos. En los primeros años de The Beatles necesitaban vender 750 000 copias para llegar al n.º 1 en ventas, mientras que una década más tarde esta cifra solo era de 150 000 copias, como ejemplo.
Usualmente se editaban los llamados sencillos doble A, era un sencillo con dos canciones en su primera cara, como ejemplo se puede poner al "Bicycle Race/Fat Bottomed Girls".